# Goril·la oriental
El goril·la oriental (Gorilla beringei) és una espècie de primat de la família dels homínids. És una de les dues espècies de goril·les, els primats vivents més grossos del món. Viu a altituds d'entre 600 i 3.800 msnm a l'est de la República Democràtica del Congo, el nord-oest de Ruanda i el sud-oest d'Uganda. El seu hàbitat natural són els boscos de diferents tipus. És una espècie en perill crític d'extinció per culpa de la caça furtiva, la destrucció i degradació del seu hàbitat, les malalties, el canvi climàtic i els efectes dels conflictes armats.
L'espècie se subdivideix en dues o tres subespècies, el goril·la de les planes oriental (G. b. graueri) és el més nombrós amb 3.800 individus, el goril·la de muntanya (G. b. beringei) només en té uns 1.000. Els científics estan considerant elevar la població de goril·la de Bwindi (que representa la meitat d'individus del goril·la de muntanya) a la categoria de subespècie. L'altra espècie del gènere Gorilla és el goril·la occidental (Gorilla gorilla), molt més nombrós.